# Hyperschall-Windkanal

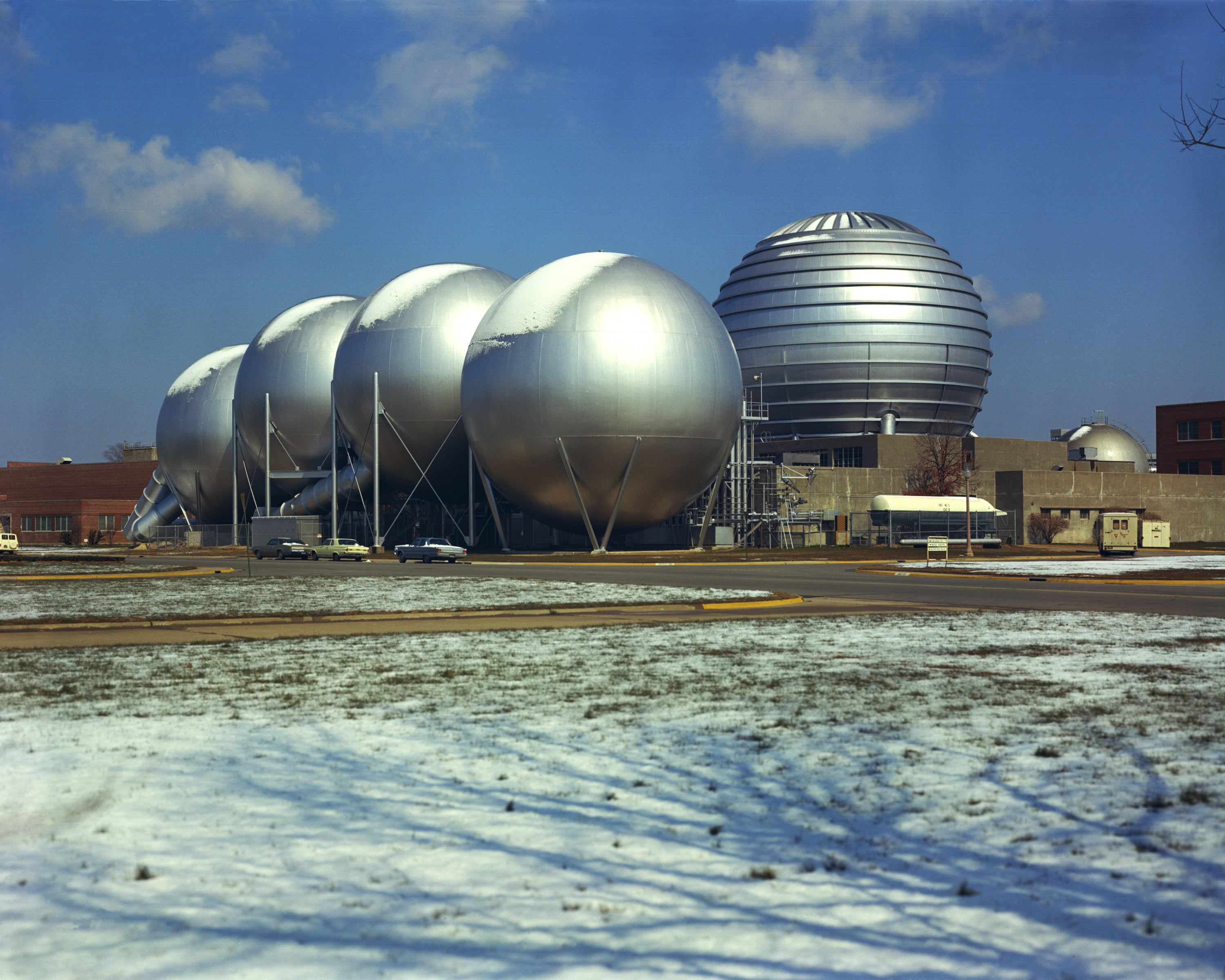
Hyperschall-Windkanal im Langley Research Center der NASA, 1969

Ein Hyperschall-Windkanal ist eine Versuchseinrichtung, in der sich Strömungen mit Hyperschallgeschwindigkeit erzeugen lassen – mit ausgeprägten Grenzschichteinflüssen, stark verlustbehafteten Zonen und hohen Gesamttemperaturen. Die erreichbaren Geschwindigkeiten liegen im Bereich zwischen Mach 5 und 15. Die erforderliche Antriebsleistung eines Windkanals vergrößert sich mit dem Querschnitt, der Dichte und der dritten Potenz der Testgeschwindigkeit. Daher benötigen geschlossene, kontinuierlich betreibbare Windkanäle erhebliche Investitionen.

## Technologische Entwicklung
Die erste entsprechend konzipierte Mach 7-10-Windkanalanlage mit 1x1-m-Versuchsstrecke und 57 MW hydraulischer Antriebsleistung war im Zweiten Weltkrieg in Kochel am See geplant. Sie wurde als 'Tunnel A' Ende der 1950er Jahre am Arnold Engineering Development Complex (AEDC) in Tullahoma, Tennessee, USA in Betrieb genommen. Als Alternative zu diesen aufwändigen Großanlagen sind sogenannte Blow-down-Windkanäle für eine kurzzeitige Simulation von Hyperschallströmungen in Gebrauch.
Hyperschall-Windkanäle besitzen als Hauptkomponenten Strömungs-Erhitzer und -Kühler, eine Lufttrocknungsanlage, eine konvergent/divergente Düse vor der eigentlichen Teststrecke mit nachfolgender zweiter Engstelle und anschließendem Diffusor. Während der Strömungskanal eines offenen, intermittierend betriebenen Blow-down-Kanals durch ein großes Vakuumreservoir abgeschlossen wird, ist das Kennzeichen geschlossener Hyperschall-Windkanäle stattdessen eine umfangreiche Hochleistungs-Verdichteranlage. Zum 'Starten' der Hyperschall-Windkanalanlage werden hohe Gesamtdruckverhältnisse benötigt, bis die Verdichtungs-Stoßkonfiguration in den Bereich nach der zweiten Engstelle geschoben ist. Hyperschall-Windkanäle arbeiten zum Teil in Abhängigkeit von der Simulationshöhe mit sehr hohen Drücken, und durch den starken Temperaturabfall der Strömung bei der Expansion in der Düse ist auch eine Vorwärmung des Gases notwendig, um eine Verflüssigung zu vermeiden. Durch die hohen Temperaturen ist die Materialbelastung kritisch, so dass eine Kühlung der Düse notwendig werden kann.
Ein deutscher Hersteller solcher Anlagen ist die 1997 gegründete HST (Hyperschall- & Strömungstechnik) GmbH in Duderstadt.

## Technologische Probleme
Folgende Punkte sind bei der Auslegung eines Hyperschall-Windkanals entscheidend:
- Versorgung mit Gas von hoher Temperatur und Druck für die notwendige Versuchsdauer eines Blow-down-Kanals
- Genauigkeit der Ausgangsbedingungen und damit Reproduzierbarkeit der Messungen
- Versagen der Struktur durch Überhitzung
- Ausreichend schnelle Messdatenerfassung und Instrumentierung
- Energieversorgung

Beispiel: Die Erzeugung einer Strömung, die 5,5 km/s in 45 km Höhe entspricht, würde Temperaturen von etwa 9000 K und einen Druck von 3 MPa (30 Bar) benötigen.

## Einrichtungen
Der aktuell leistungsfähigste Windkanal ist der LENX-X; er steht in den USA (Buffalo, New York) und erreicht Geschwindigkeiten von bis zu 10 km/s (30-fache Schallgeschwindigkeit oder Mach 30).

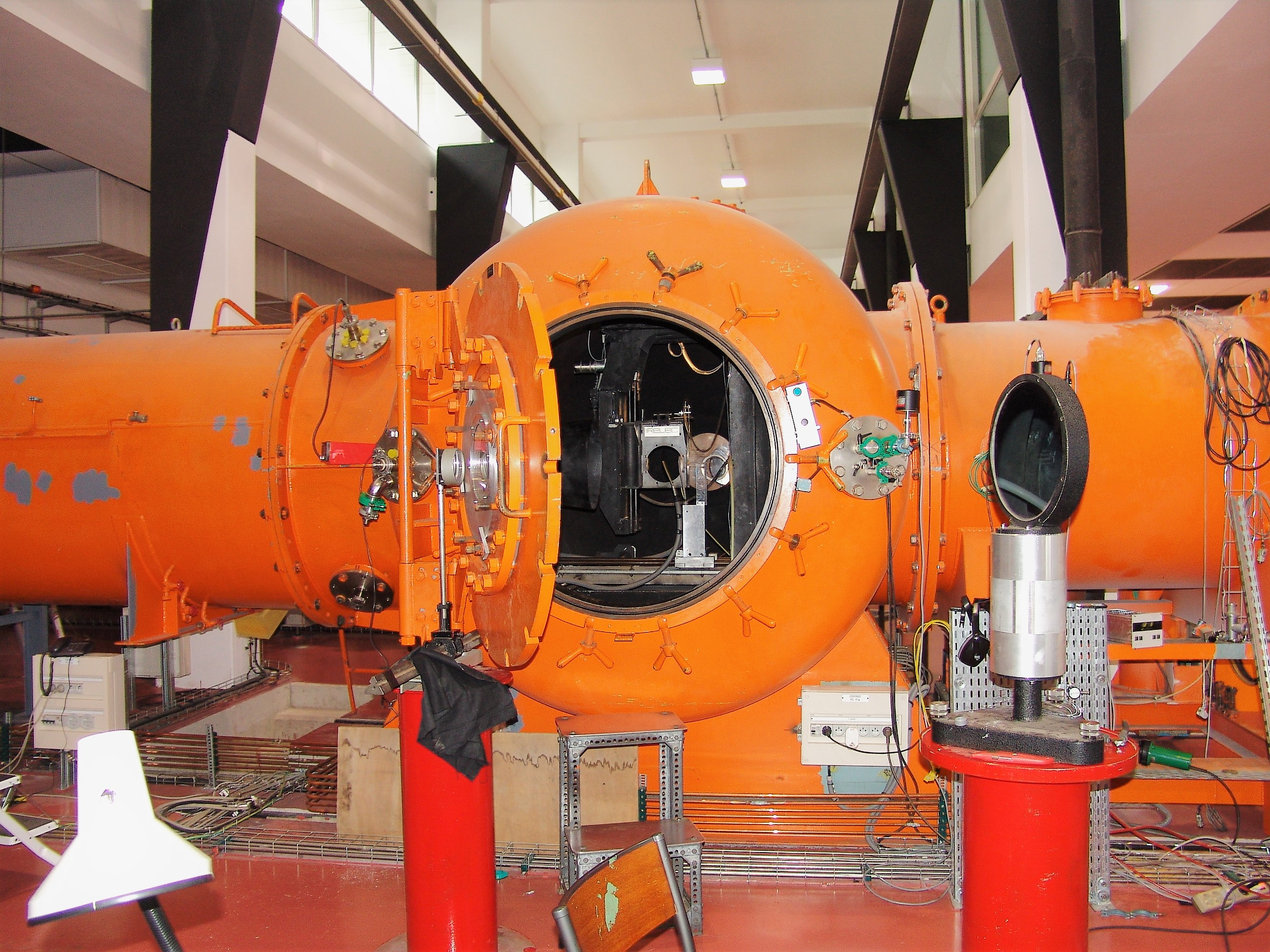
Hyperschall-Windkanal MARHy in Frankreich, 2017

In Yanqi bei Peking steht der JF12 des Instituts für Mechanik der Chinesischen Akademie der Wissenschaften, der Geschwindigkeiten zwischen Mach 5 und Mach 9 in Höhen zwischen 25 und 50 Kilometern simulieren kann. 
Der am 15. April 2022 erstmals getestete JF-22 desselben Instituts kann Geschwindigkeiten von bis zu Mach 30 in einer Höhe von  40–90 km simulieren.
In Indien betreibt das Vikram Sarabhai Space Centre (VSSC) als Teil der ISRO in Thiruvananthapuram einen Hyperschall-Windkanal.
In Frankreich betreibt das CNRS-Institut ICARE in Orléans den Hyperschall-Windkanal MARHy (Soufflerie à Mach Adaptable Raréfie Hypersonique).
Der leistungsfähigste deutsche Hyperschall-Windkanal ist der H2K der Abteilung Über- und Hyperschalltechnologien am Institut für Aerodynamik und Strömungstechnik (AS-HYP) des DLR in Köln-Porz mit Geschwindigkeiten knapp über Mach 11. Hier werden folgende Themen bearbeitet:
- Untersuchung von Überschalleinläufen: Zuströmung zum Triebwerkseinlauf bei Flugmanövern
- Thermische Lasten auf Raumfahrzeugstrukturen
- Flugstabilität und Steuerbarkeit, z. B. von Raumfahrzeugen beim Eintritt in eine planetare Atmosphäre[10]
- Strömungs/Struktur-Interaktion[11]
- Aerodynamische Grundlagenuntersuchungen zum Beispiel zu laminar-turbulenter Transition von Grenzschichten und Stoß/Grenzschicht-Interaktion[12][13]
- Retropropulsion für Wiederverwendbare Raumtransportsysteme[14]
- Spacedebris[15]

## Belege
1. ↑  dglr.de, Eckardt, Dietrich: "Der 1x1 m Hyperschall-Windkanal in Kochel/Tullahoma 1940-1960", Deutscher Luft- und Raumfahrtkongress Augsburg 2014.
2. ↑  hst-hft.de (Seite nicht mehr abrufbar, festgestellt im Juli 2025. Suche in Webarchiven)  Info: Der Link wurde automatisch als defekt markiert. Bitte prüfe den Link gemäß Anleitung und entferne dann diesen Hinweis. abgerufen am 14. Februar 2019
3. ↑  JF-12 Shock Tunnel. In: imech.cas.cn. 28. November 2017, abgerufen am 21. September 2021 (englisch).
4. ↑  田梦: 中国超高声速 风洞托举航空事业的发展. In: sina.com.cn. 20. Oktober 2022, abgerufen am 2. Dezember 2022 (chinesisch).
5. ↑  胡宗民、汪运鹏: 漫说航天器回地之路. In: imech.cas.cn. 27. Mai 2022, archiviert vom Original (nicht mehr online verfügbar) am 2. Dezember 2022; abgerufen am 2. Dezember 2022 (chinesisch).  Info: Der Archivlink wurde automatisch eingesetzt und noch nicht geprüft. Bitte prüfe Original- und Archivlink gemäß Anleitung und entferne dann diesen Hinweis.
6. ↑  vssc.gov.in (Seite nicht mehr abrufbar, festgestellt im Juli 2025. Suche in Webarchiven)  Info: Der Link wurde automatisch als defekt markiert. Bitte prüfe den Link gemäß Anleitung und entferne dann diesen Hinweis. abgerufen am 14. Februar 2019
7. ↑  icare.cnrs.fr (Seite nicht mehr abrufbar, festgestellt im Juli 2025. Suche in Webarchiven)  Info: Der Link wurde automatisch als defekt markiert. Bitte prüfe den Link gemäß Anleitung und entferne dann diesen Hinweis. abgerufen am 14. Februar 2019
8. ↑  dlr.de abgerufen am 10. April 2021.
9. ↑  dlr.de abgerufen am 14. Februar 2019
10. ↑  Thorn Schleutker, Ali Gülhan, Bart Van Hove, Özgür Karatekin: ExoMars Flush Air Data System: Experimental and Numerical Investigation. In: Journal of Spacecraft and Rockets. Band 56, Nr. 4, Juli 2019, ISSN 0022-4650, S. 971–982, doi:10.2514/1.A34185 (aiaa.org [abgerufen am 11. März 2021]).
11. ↑  Dennis Daub, Sebastian Willems, Ali Gülhan: Experiments on aerothermoelastic fluid-structure interaction in hypersonic flow. In: Journal of Sound and Vibration. Januar 2022, S. 116714, doi:10.1016/j.jsv.2021.116714 (elsevier.com [abgerufen am 1. April 2022]).
12. ↑  Dominik Neeb, Dominik Saile, Ali Gülhan: Experiments on a smooth wall hypersonic boundary layer at Mach 6. In: Experiments in Fluids. Band 59, Nr. 4, April 2018, ISSN 0723-4864, S. 68, doi:10.1007/s00348-018-2518-z (springer.com [abgerufen am 17. Februar 2021]).
13. ↑  Sebastian Willems, Ali Gülhan, Johan Steelant: Experiments on the effect of laminar–turbulent transition on the SWBLI in H2K at Mach 6. In: Experiments in Fluids. Band 56, Nr. 3, März 2015, ISSN 0723-4864, S. 49, doi:10.1007/s00348-015-1904-z (springer.com [abgerufen am 17. Februar 2021]).
14. ↑  RETALT. Abgerufen am 17. Februar 2021 (amerikanisches Englisch).
15. ↑  P.J. Register, M.J. Aftosmis, E.C. Stern, J.M. Brock, P.M. Seltner: Interactions between asteroid fragments during atmospheric entry. In: Icarus. Band 337, Februar 2020, S. 113468, doi:10.1016/j.icarus.2019.113468 (elsevier.com [abgerufen am 17. Februar 2021]).